# Claudinei da Silva
Claudinei da Silva (ur. 19 listopada 1970 w Lençóis Paulista) – brazylijski lekkoatleta, który specjalizował się w biegach sprinterskich.
Dwukrotny uczestnik letnich igrzysk olimpijskich - Atlanta 1996 oraz Sydney 2000. Jest trzykrotnym medalistą mistrzostw świata oraz wicemistrzem olimpijskim w sztafecie 4x100 metrów. Zwycięzca Finału Grand Prix IAAF (bieg na 200 m, Monachium 1999). Wielokrotny medalista mistrzostw Ameryki Południowej i igrzysk panamerykańskich. W 2005 zakończył karierę lekkoatletyczną. Rok później - w 2006 - startował w zimowych igrzyskach olimpijskich w Turynie gdzie był członkiem drużyny bobslejowej.

## Rekordy życiowe
- bieg na 100 m – 10,12 (1999)
- bieg na 200 m – 19,89 (1999) rekord Ameryki Południowej
- bieg na 400 m – 46,14 (2000)

da Silva, razem z kolegami z reprezentacji jest rekordzistą Ameryki Południowej w sztafecie 4 x 100 metrów (37,90 2000), a także halowym rekordzistą Brazylii w sztafecie 4 x 400 metrów (3:10,50 1997).